# Jumpsuit (Twenty One Pilots)
Jumpsuit is een nummer van het Amerikaanse rockduo Twenty One Pilots uit 2018. Het is de eerste single van hun vijfde studioalbum Trench.
"Jumpsuit" was het eerste nummer van de band na een pauze van een jaar. In de tekst trekt frontman Tyler Joseph fel van leer tegen de muziekindustrie. Hun album Blurryface maakte het duo wereldberoemd, maar Joseph is allesbehalve blij met zijn status van wereldberoemde, commerciële wereldster en steekt dat in dit nummer niet onder stoelen of banken. Het nummer werd in een aantal landen een (bescheiden) hit. Zo bereikte het de 50e positie in de Amerikaanse Billboard Hot 100. In Nederland bereikte het nummer de 15e positie in de Tipparade, en in Vlaanderen de 22e positie in de Tipparade.